# Monte Gambier
Monte Gambier (também conhecido como Ereng Balam, significando "águia falcão")  é um complexo de maar no estado australiano da Austrália Meridional. É composto por quatro maar preenchidos por lagos, denominados Blue Lake, Valley Lake, Leg of Mutton Lake e Brownes Lake.
É um dos vulcões mais jovens da Austrália, com estimativas de idade variando de mais de 28 000 anos a menos de 4 300 anos.
A estimativa mais recente, baseada na datação por radiocarbono de fibras vegetais na cratera principal do Blue Lake sugerem a ocorrência de uma erupção há pouco menos de 6 000 anos.
Considera-se que o Monte Gambier tenha formado um centro de pluma mantélica denominado East Australia hotspot que no presente pode se situar na área marítima. O monte foi avistado pelo tenente James Grant em 3 de dezembro de 1800, a bordo do navio HMS Lady Nelson em homenagem ao almirante James Gambier.
A área faz parte do Geoparque de Kanawinka, com designação pela UNESCO em 2008. Dos quatro lagos originais encontrados nos maar, apenas dois permaneceram. O Leg of Mutton Lake (nomeado pela semelhança com o formato, de "perna de carneiro") ficou permanentemente seco da década de 1990. O Brownes Lake teve um destino similar no final da década de 1980. Os dois lados eram rasos: atribui-se seu fim à baixa do lençol freático como consequência de muitos anos de drenagem para garantir o aproveitamento da terra para fins agrícolas.
A cidade de Mount Gambier envolve parcialmente o complexo de maar.